# Жарколь (Северо-Казахстанская область)
Жарколь (каз. Жаркөл) — село в районе имени Габита Мусрепова Северо-Казахстанской области Казахстана. Входит в состав Шоптыкольского сельского округа. Код КАТО — 596667300.

## География
Расположено на берегу реки Ишим.

## История
Основано в 1954 г. В 1954—1997 гг. — центральная усадьба овцеводческого совхоза «Жаркольский».

## Население
В 1999 году численность населения села составляла 684 человека (349 мужчин и 335 женщин). По данным переписи 2009 года, в селе проживало 201 человек (105 мужчин и 96 женщин).